# Meitnerio
El meitnerio es un elemento químico de la tabla periódica cuyo símbolo es Mt y su número atómico es 109. Es un elemento sintético cuyo isótopo más estable es el 278Mt, cuya vida media es de 7,6 s.
En la tabla periódica, el meitnerio es un elemento transactínido serie d. Pertenece al 7.º período y se sitúa en el grupo 9 de elementos, aunque aún no se han realizado experimentos químicos que confirmen que se comporta como el homólogo más pesado del iridio en el grupo 9 como séptimo miembro de la serie 6d de metales de transición. Se calcula que el meitnerio tiene propiedades similares a las de sus homólogos más ligeros, el cobalto, el rodio y el iridio.

## Historia
El meitnerio fue sintetizado por primera vez en 1982 por Peter Armbruster y Gottfried Münzenberg en el Instituto de Investigación de iones Pesados (Gesellschaft für Schwerionenforschung) en Darmstadt.
El equipo lo consiguió bombardeando bismuto-209 con núcleos acelerados de hierro-58. La creación de este elemento demostró que las técnicas de fusión nuclear podían ser usadas para crear nuevos núcleos pesados.
El nombre de meitnerio fue sugerido en honor a la matemática y física, de origen austríaco y sueco, Lise Meitner, pero había una controversia acerca de los nombres de los elementos comprendidos entre 101 y 109; así pues, la IUPAC adoptó el nombre de unnilennio (símbolo Une) de manera temporal, como nombre sistemático del elemento. En 1997, se resolvió la disputa y se asignó el nombre actual.

### Nombre
Utilizando Nomenclatura de Mendeleev para elementos sin nombre y sin descubrir, el meitnerio debería conocerse como eka-iridio. En 1979, durante las Guerras de Transfermio (pero antes de la síntesis del meitnerio), la IUPAC publicó recomendaciones según las cuales el elemento debía llamarse unnilenio (con el símbolo correspondiente de Une), una denominación sistemática de elementos como placeholder, hasta que se descubriera el elemento (y se confirmara el descubrimiento) y se decidiera un nombre permanente. Aunque fue ampliamente utilizado en la comunidad química a todos los niveles, desde las aulas de química hasta los libros de texto avanzados, las recomendaciones fueron mayoritariamente ignoradas entre los científicos del sector, que lo llamaron «elemento 109», con el símbolo de E109, (109) o incluso simplemente 109, o utilizaron el nombre propuesto «meitnerio».
La denominación de meitnerio se discutió en la polémica sobre la denominación de los elementos relativa a los nombres de los elementos 104 a 109, pero meitnerio fue la única propuesta y, por lo tanto, nunca se disputó. El nombre meitnerio (Mt) fue sugerido por el equipo del GSI en septiembre de 1992 en honor de la física austriaca Lise Meitner, codescubridora del protactinio (con Otto Hahn),
 y uno de los descubridores de la fisión nuclear. En 1994 el nombre fue recomendado por la IUPAC, y fue adoptado oficialmente en 1997. Es, por tanto, el único elemento que lleva el nombre específico de una mujer no mitológica (curium recibe el nombre tanto de Pierre como de Marie Curie).

## Isótopos
El meitnerio no tiene isótopos estables ni naturales. Se han sintetizado varios isótopos radiactivos en el laboratorio, ya sea por fusión de dos átomos o mediante la observación de la desintegración de elementos más pesados. Se han descrito ocho isótopos diferentes de meitnerio con los números de masa 266, 268, 270 y 274-278, dos de los cuales, meitnerio-268 y meitnerio-270, tienen estados metaestables no confirmados. Un noveno isótopo con número másico 282 no está confirmado. La mayoría de ellos se desintegran predominantemente por desintegración alfa, aunque algunos sufren fisión espontánea.

### Estabilidad y semividas
Lista de isótopos de meitnerio Isótopo Vida media[j] Desintegración
modo Descubrimiento
Año Descubrimiento
reacción
Valor ref
266Mt 1,2 ms α, SF 1982 209Bi(58Fe,n)
268Mt 27 ms α 1994 272Rg(-,α)
270Mt 6,3 ms α 2004 278Nh(-,2α)
274Mt 640 ms [58] α 2006 282Nh(-,2α)
275Mt 20 ms [58] α 2003 287Mc(-,3α)
276Mt 620 ms [58] α 2003 288Mc(-,3α)
277Mt 5 ms [59] SF 2012 293Ts(-,4α)
278Mt 4,5 s [59] α 2010 294Ts(-,4α)
282Mt[k] 1,1 min [14] α 1998 290Fl(e-,νe2α)
Todos los isótopos de meitnerio son extremadamente inestables y radiactivos; en general, los isótopos más pesados son más estables que los más ligeros. El isótopo de meitnerio más estable conocido, el 278Mt, es también el más pesado conocido; tiene una vida media de 4,5 segundos. El no confirmado 282Mt es aún más pesado y parece tener una vida media más larga, de 67 segundos. Los isótopos 276Mt y 274Mt tienen vidas medias de 0,62 y 0,64 segundos respectivamente. Los cinco isótopos restantes tienen vidas medias de entre 1 y 20 milisegundos.
Se observó que el isótopo 277Mt, creado como producto de desintegración final del 293Ts por primera vez en 2012, sufría una fisión espontánea con una semivida de 5 milisegundos. El análisis preliminar de los datos consideró la posibilidad de que este suceso de fisión procediera del 277Hs, ya que también tiene una semivida de unos pocos milisegundos, y podría estar poblado tras una captura de electrones no detectada en algún punto de la cadena de desintegración. Esta posibilidad se consideró más tarde muy improbable basándose en las energías de desintegración observadas de 281Ds y 281Rg y en la corta vida media de 277Mt, aunque todavía existe cierta incertidumbre sobre la asignación. En cualquier caso, la rápida fisión de 277Mt y 277Hs sugiere fuertemente la existencia de una región de inestabilidad para los núcleos superpesados con N = 168-170. La existencia de esta región, caracterizada por la rápida fisión de 277Mt y 277Hs, es un indicio de la existencia de una región de inestabilidad para los núcleos superpesados con N = 168-170. La existencia de esta región, caracterizada por una disminución de la altura de la barrera de fisión entre el cierre deformado de la envoltura en N = 162 y el cierre esférico de la envoltura en N = 184, es coherente con los modelos teóricos.

## Propiedades previstas
Aparte de las propiedades nucleares, no se han medido propiedades del meitnerio ni de sus compuestos; esto se debe a su producción extremadamente limitada y costosa y el hecho de que el meitnerio y sus progenitores se descomponen muy rápidamente. Las propiedades del meitnerio metálico siguen siendo desconocidas y sólo se dispone de predicciones.